# Tympanogaster cudgee
Tympanogaster cudgee är en skalbaggsart som beskrevs av Perkins 2006. Tympanogaster cudgee ingår i släktet Tympanogaster och familjen vattenbrynsbaggar. Inga underarter finns listade i Catalogue of Life.